# 中国艺术研究院

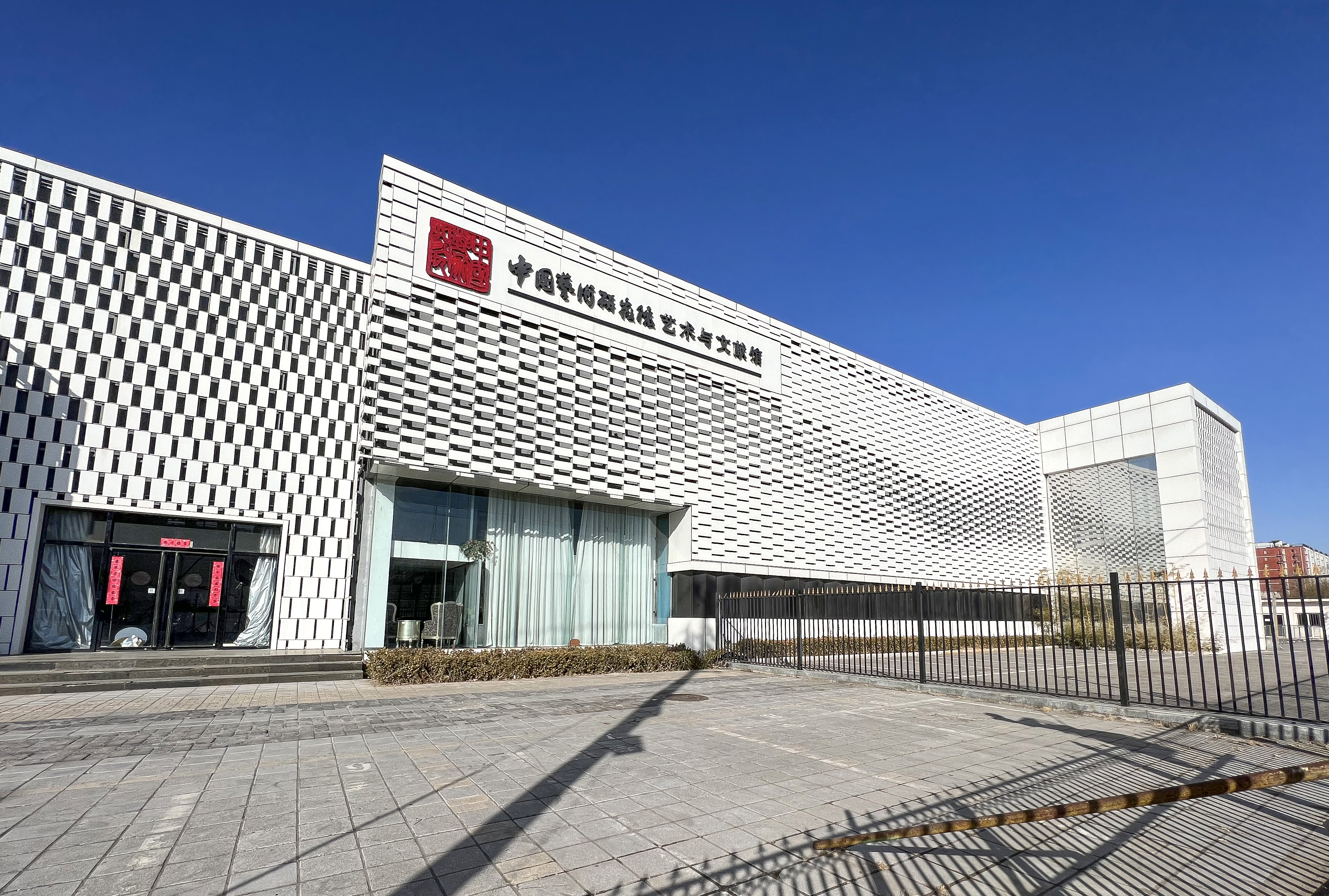
中国艺术研究院艺术与文献馆

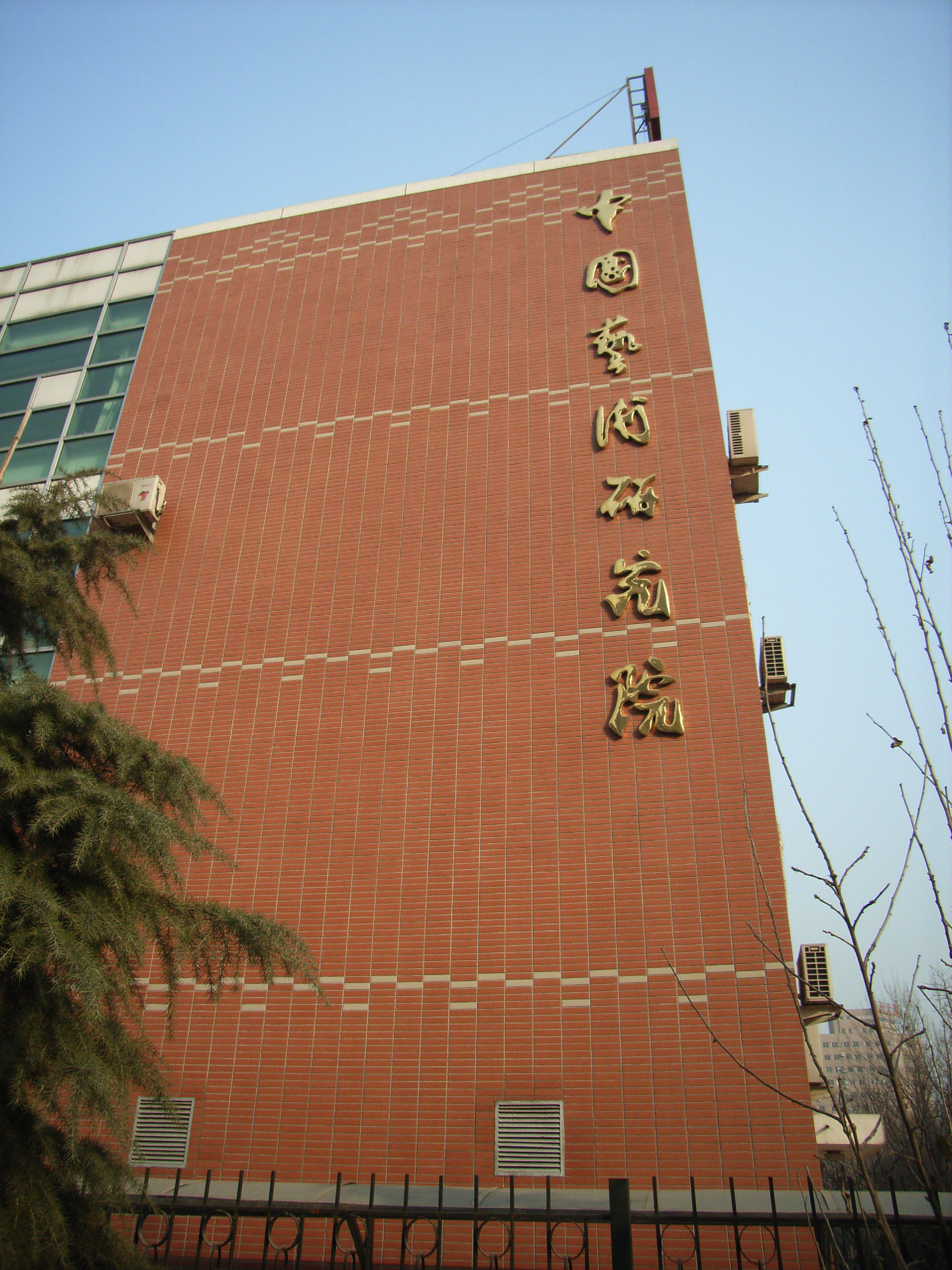
中國藝術研究院惠新北里甲1号大樓

中国艺术研究院是中华人民共和国艺术理论研究领域最高学府。中国艺术研究院的前身是成立于50年代的中国戏曲研究院，民族音乐研究所，美术研究所，到1978年扩充舞蹈、电影等学科，到1980年定名为中国艺术研究院。现为全国综合性的艺术科研机构，全院共有12个研究所，8个独立的研究室和中心，以及培养艺术研究高级人才的研究生部，综合资料馆，《文艺研究》、《美术观察》、《艺术评论》杂志社和文化艺术出版社，另主办国家级艺术奖项——中华艺文奖。2006年8月，经中央机构编制委员会办公室批准，中国艺术研究院加挂”中国非物质文化遗产保护中心“牌子。

## 领导人

### 著名前领导
- 梅兰芳
- 黄宾虹
- 王朝闻
- 袁水拍
- 贺敬之
- 张庚
- 郭汉城
- 王蒙
- 李希凡

## 著名专家
中国艺术研究院建院50年来，有一支优秀的艺术史论研究队伍，高级专业人员近300人，全国著名的理论家有张庚、王朝闻、郭汉城、李希凡、冯其庸、陆梅林、周汝昌、王树村、郎绍君等。

## 成果介绍
中国艺术研究院主要成就分三个方面，收集整理保存各艺术门类的资料和培养艺术研究高级人才是基础，大批优秀的科研成果体现其辉煌。全院戏曲、美术、音乐、舞蹈等艺术门类藏书共70万册，期刊5万册，中外音乐，戏剧唱片7.5万张，声像资料1.3万盒，图片5万张，文物3千件。 
1978年以来研究生部培养的高级研究人才200余人，其中硕士190人，博士20人。中国艺术研究院已承担国家重点课题42项，院重点课题131项，其中已完成出版的有80多项，以改革开放20年计，全院发表的有价值的论文、评论6千余篇，出版专著、译著、工具书近800部，总字数约6个亿。 

## 研究部门
- 中国篆刻艺术院
- 戏曲研究所
- 音乐研究所
- 美术研究所
- 电影电视艺术研究所
- 舞蹈研究所
- 话剧研究所
- 曲艺研究所
- 红楼梦研究所(中国红学会)
- 马克思主义文艺理论研究所
- 中国文化研究所
- 摄影艺术研究所
- 建筑艺术研究所
- 艺术人类学研究所
- 工艺美术研究所
- 文化发展战略研究中心
- 文化政策研究中心
- 中国书法院

## 出版刊物
- 《文艺研究》
- 《美术观察》
- 《艺术评论》
- 《文艺理论与批评》
- 《世界汉学》
- 《中国文化》
- 《中国摄影家》
- 《传记文学》
- 《红楼梦学刊》
- 《中国音乐学》
- 《都市影视》
- 《中华文化画报》
- 《炎黄春秋》
- 《舞蹈艺术》（正属于停刊状态）